# Asian Five Nations
Asian Five Nations (z powodów sponsorskich HSBC Asian 5 Nations) – coroczny turniej organizowany w latach 2008–2014 pod auspicjami ARFU dla pięciu najlepszych azjatyckich reprezentacji rugby union. Mecze odbywały się w ciągu pięciu kolejnych weekendów na przełomie kwietnia i maja.
Organizowany od 2008 roku turniej, podobnie jak Puchar Narodów Europy, miał strukturę dywizyjną z systemem awansów i spadków pomiędzy nimi. W najwyższej dywizji, zwanej Top 5, występowało pięć najlepszych drużyn kontynentu. O awans do elity walczyły drużyny w niższych dywizjach, których liczba wahała się w zależności od edycji. Dla najsłabszych zespołów organizowane były natomiast turnieje regionalne, inkorporowane następnie jako najniższe dywizje. Z uwagi na różnicę w poziomie gry pomiędzy Japonią i dwiema kolejnymi reprezentacjami a pozostałymi azjatyckimi drużynami rozgrywki zostały w 2015 roku zreformowane jako Asia Rugby Championship.
Wszystkie siedem edycji wygrała reprezentacja Japonii, wszystkie dwadzieścia osiem spotkań wygrywając z bonusowym punktem.

## Zwycięzcy
| Rok  | Top 5   | Dywizja I           | Dywizja II      | Dywizja III | Dywizja IV | Dywizja V |
| ---- | ------- | ------------------- | --------------- | ----------- | ---------- | --------- |
| 2008 | Japonia | Singapur            | Tajlandia       | –           | –          | –         |
| 2009 | Japonia | Zatoka Perska       | Malezja         | Filipiny    | –          | –         |
| 2010 | Japonia | Sri Lanka           | Filipiny        | Iran        | Jordania   | –         |
| 2011 | Japonia | Korea Południowa    | Chińskie Tajpej | Chiny       | Katar      | Laos      |
| 2012 | Japonia | Filipiny            | Tajlandia       | Indie       | Katar      | Laos      |
| 2013 | Japonia | Sri Lanka           | Singapur        | Katar       | Liban      | Kambodża  |
| 2014 | Japonia | Singapur Kazachstan | Malezja         | Chiny Indie | Mongolia   | –         |